# Luís Xavier
Luís Xavier Júnior (Setúbal, 12 ottobre 1907 – ...) è stato un calciatore portoghese, di ruolo attaccante.

## Carriera

### Nazionale
Ha collezionato 2 presenze con la propria Nazionale.